# DB Cargo Polska

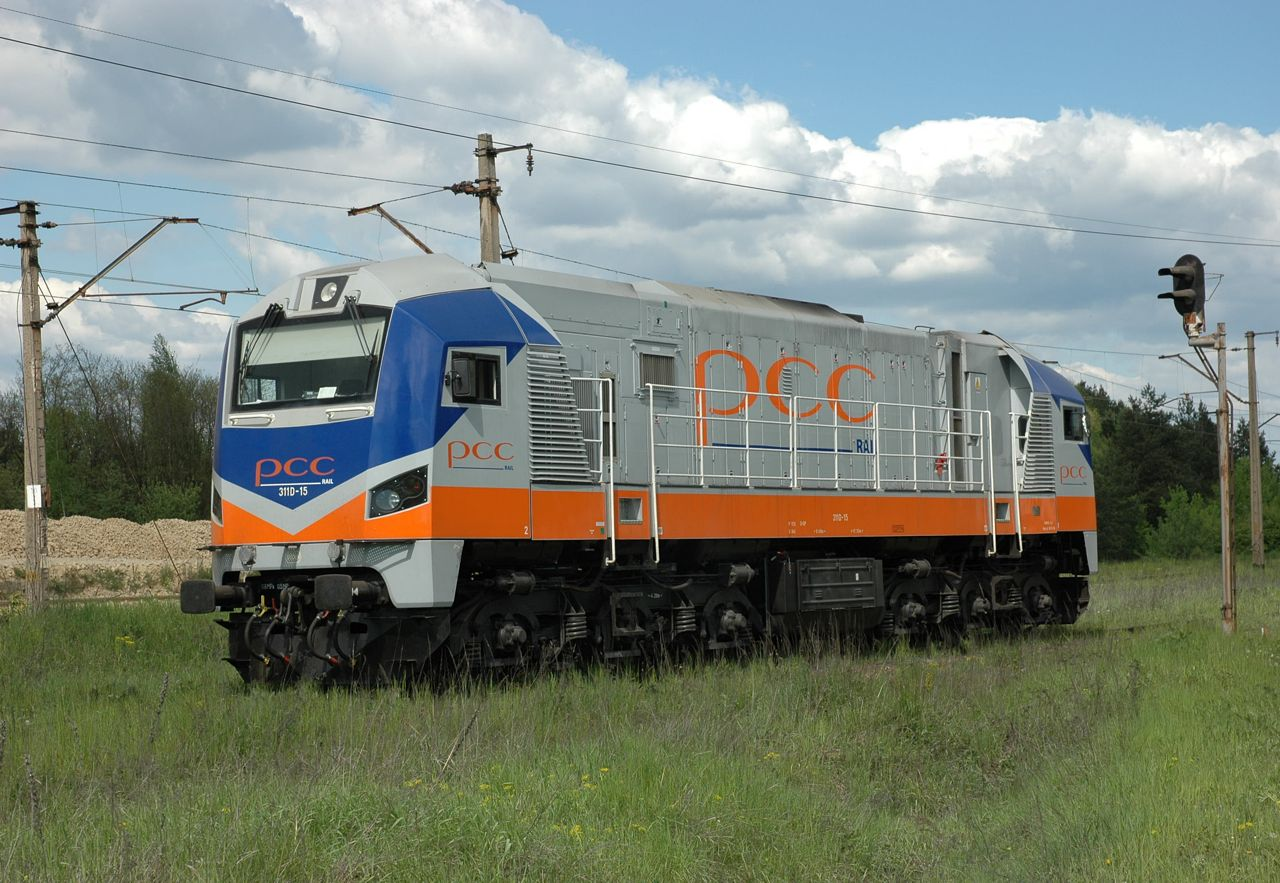
A PCC Rail egyik mozdonya

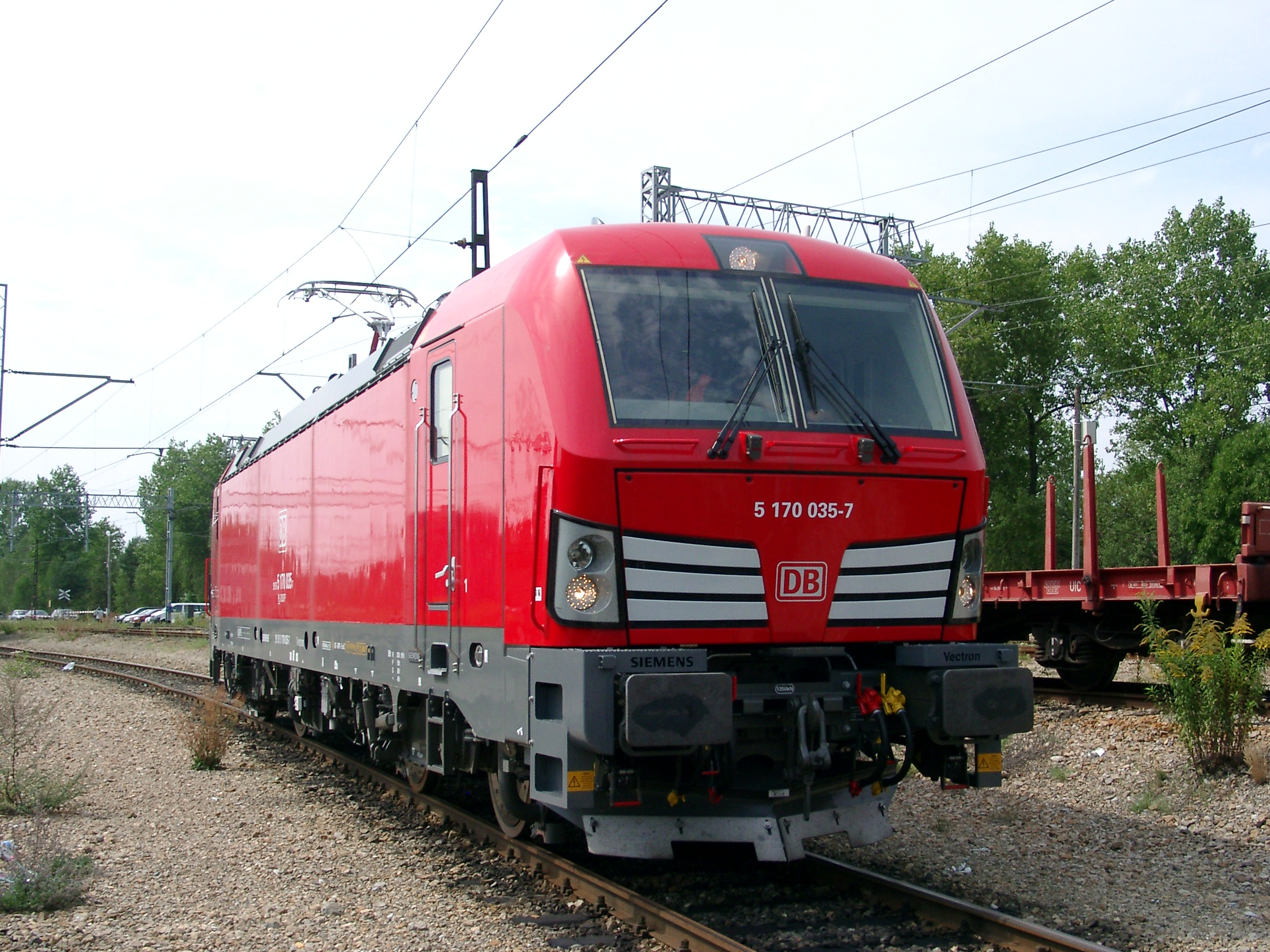
Siemens-Vectron

A DB Schenker Rail Polska, korábban a PCC Rail Lengyelország legnagyobb magán vasúti vállalata, amely szén, vegyi áru és építési anyagok szállítására specializálódott.
A PCC a lengyel vasúti áruszállítás nyolc százalékát teljesítette, éves bevétele 2008-ban 350 millió euró volt. Később a PCC a Deutsche Bahn áruszállítási leányvállalata, a DB Schenker része lett. Az egyezséget a lengyel versenyhivatalnak az egyesülés előtt még előzetesen jóvá kellett hagynia. A társaságnak 350 db mozdonya és 7700 db teherkocsija van.